# Gartenkresse
Gartenkresse (Lepidium sativum), in botanischer Literatur meist Garten-Kresse geschrieben, ist eine Pflanzenart aus der Gattung der Kressen (Lepidium) innerhalb der Familie der Kreuzblütengewächse (Brassicaceae). Es wird vermutet, dass die Gartenkresse aus West- oder Zentralasien stammt; dort kommt sie auch noch wild vor. Als Kulturpflanze wird sie vielseitig verwendet.

## Beschreibung

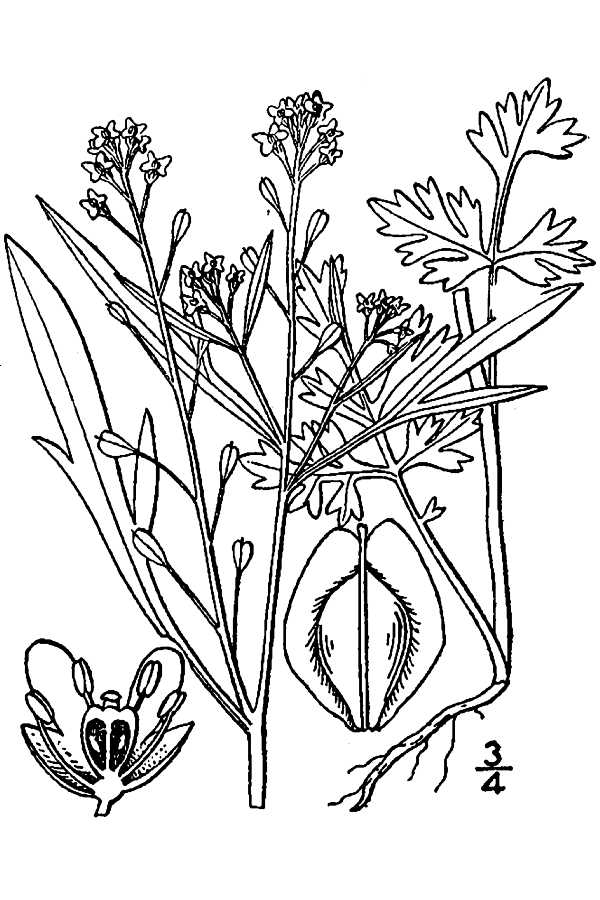
Zeichnung von allen Pflanzenteilen

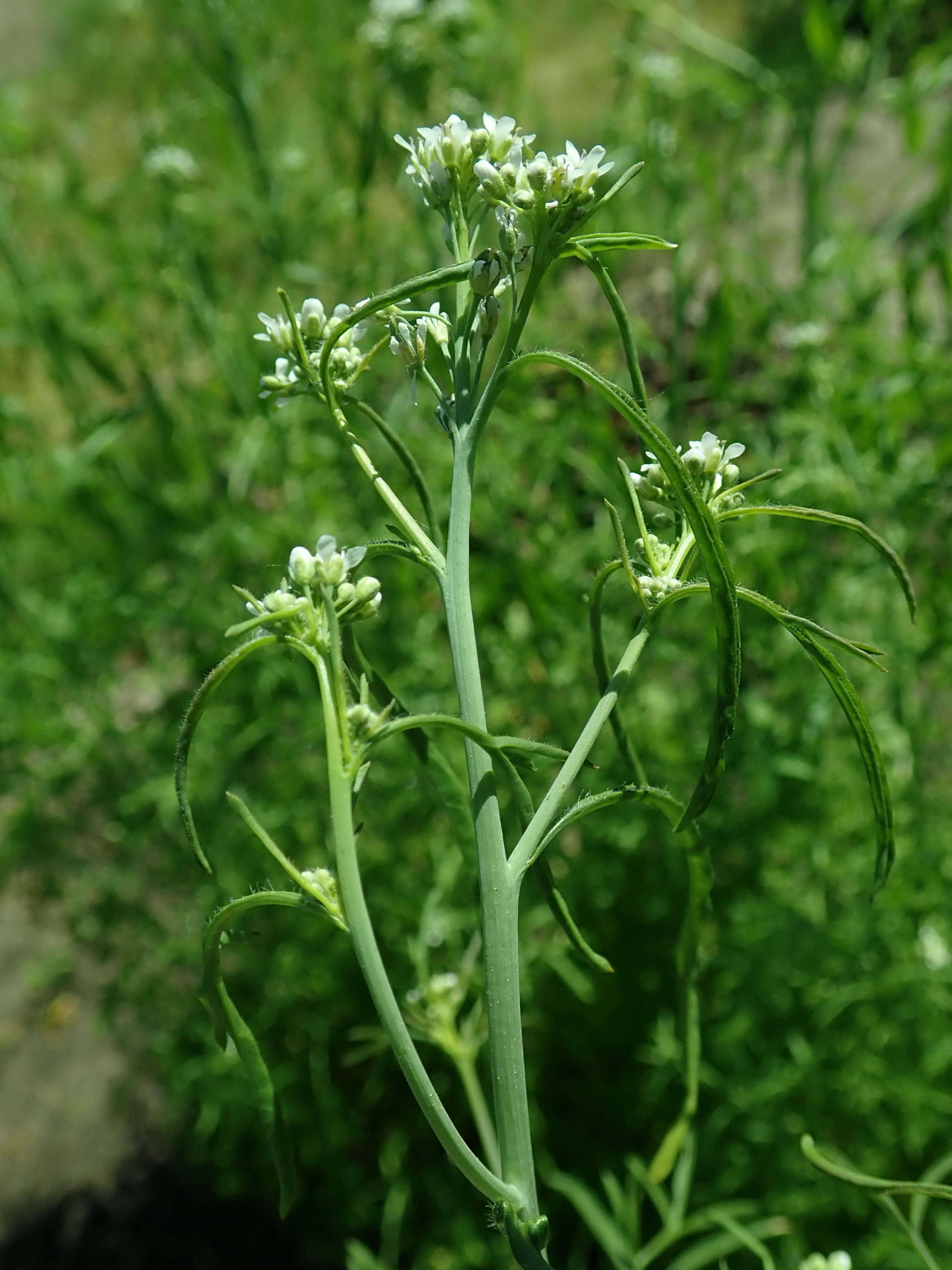
Blütenstand am Beginn der Anthese

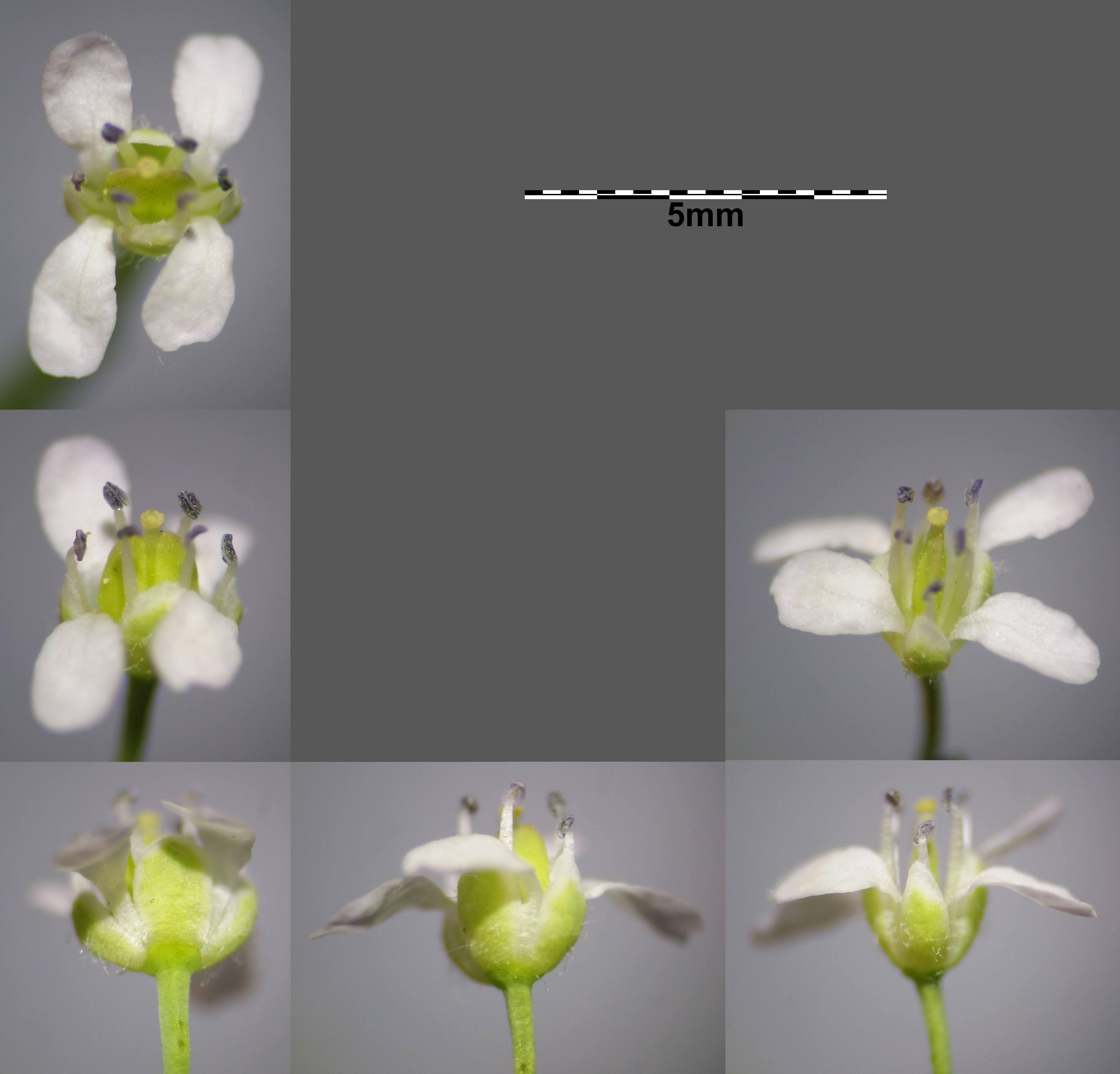
Blüte aus unterschiedlichen Blickrichtungen

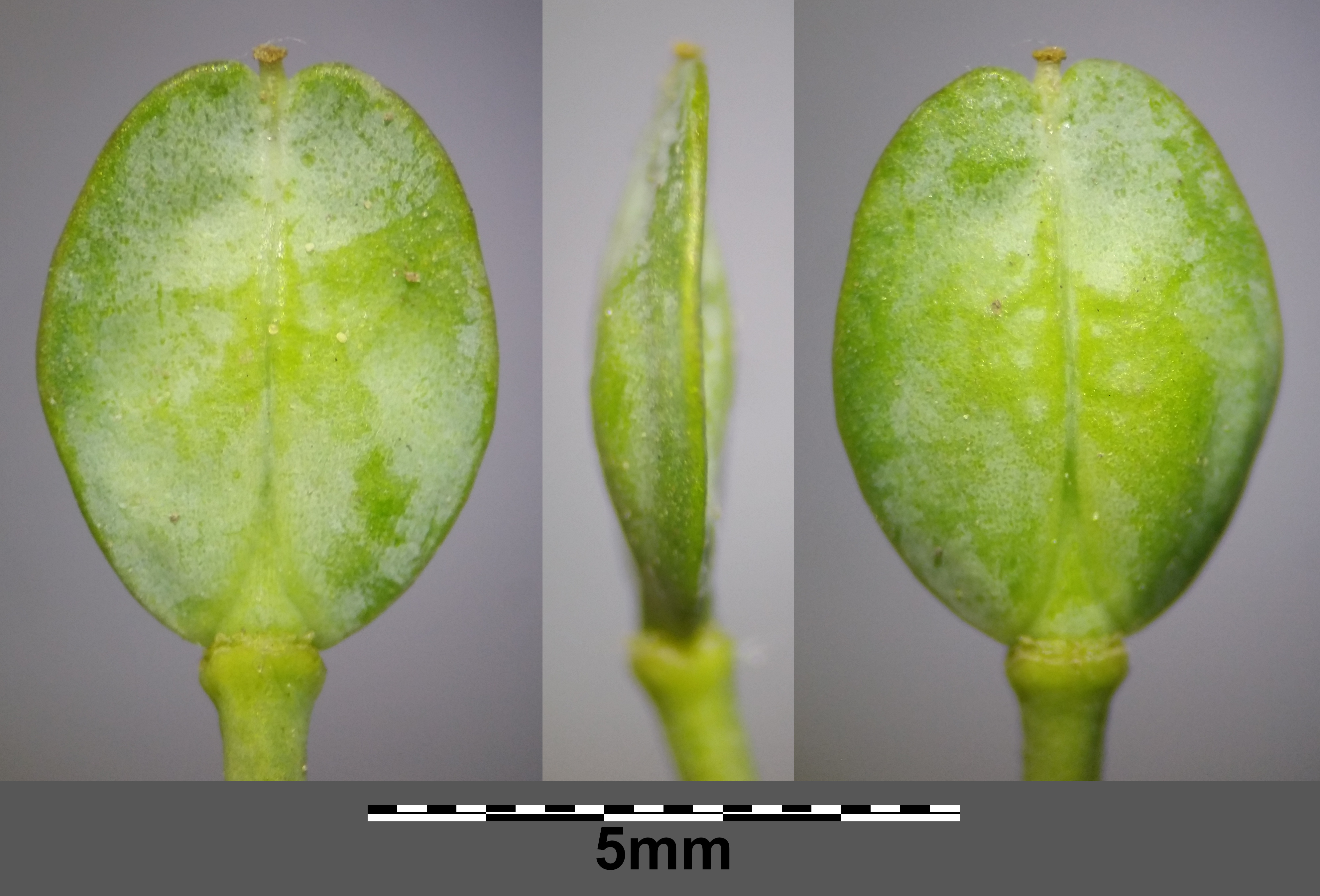
Unreife Schötchen

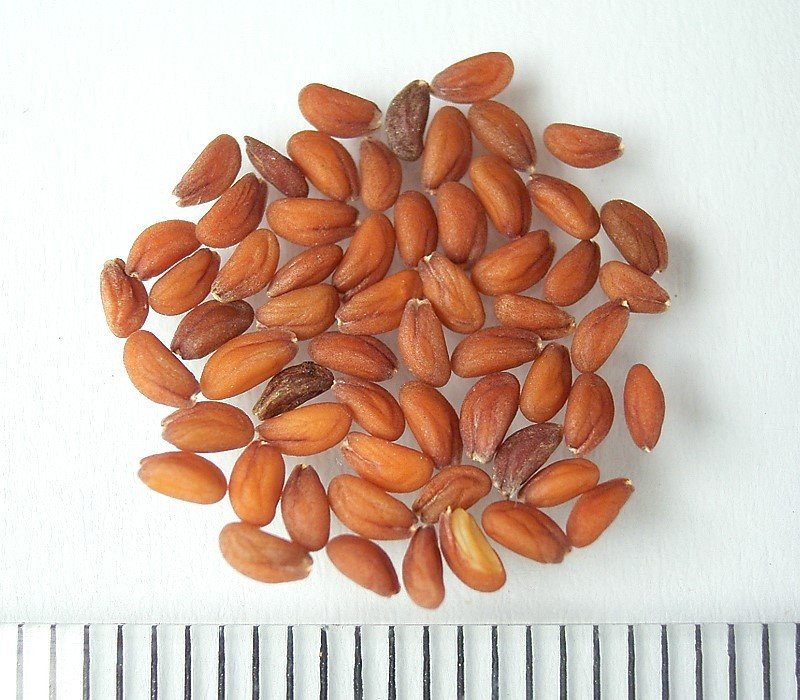
Samen

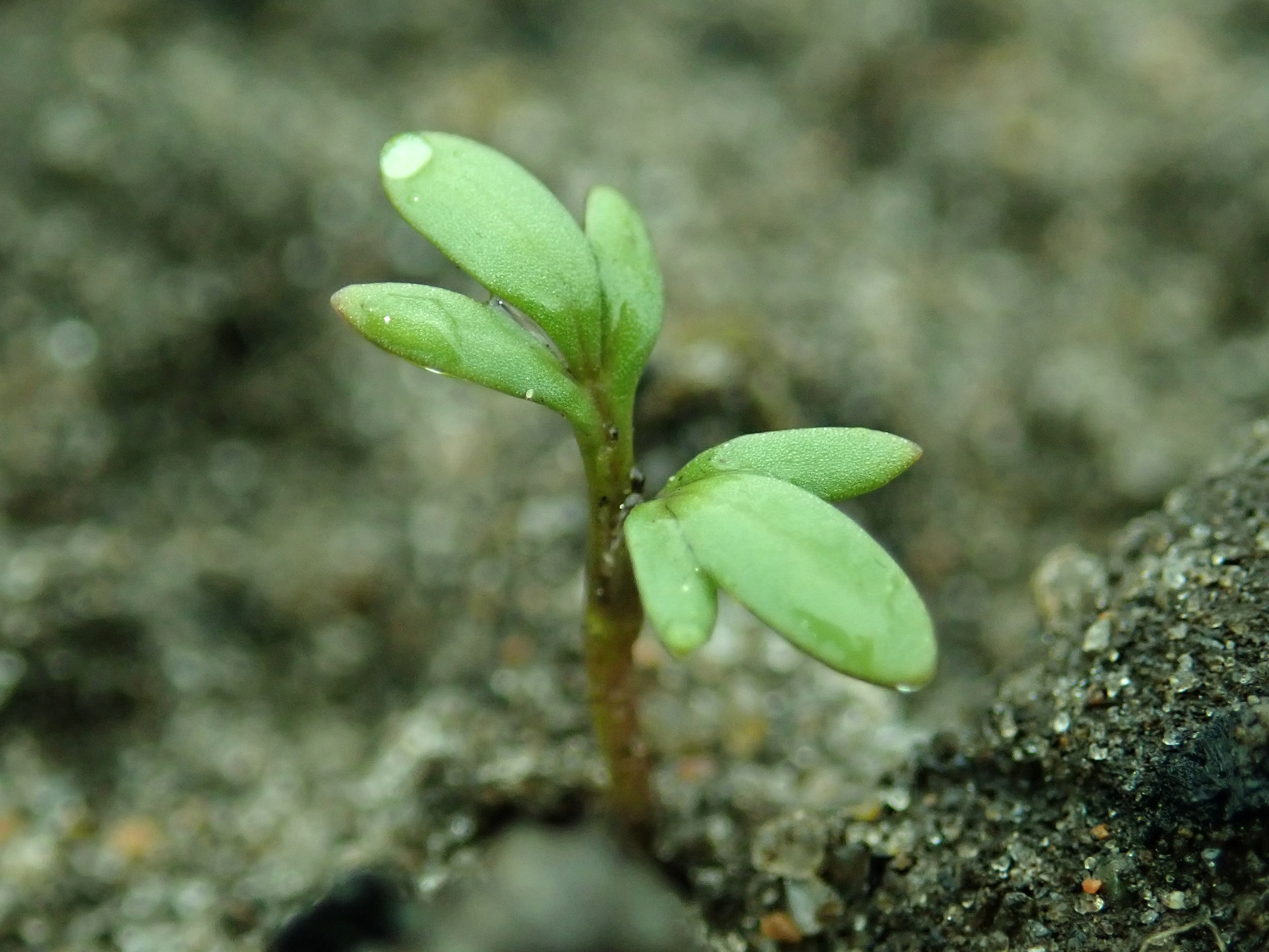
Sämling mit den zwei dreilappigen Keimblättern

### Vegetative Merkmale
Die Gartenkresse ist eine einjährige krautige Pflanze und erreicht Wuchshöhen von meist 20 bis 80 (10 bis 100) Zentimetern. Die Pflanzen mit aufrechtem, einfachem oder im oberen Bereich verzweigtem Stängel sind kahl, selten spärlich fein behaart sowie meist bläulich-grün bereift.
Es werden keine grundständigen Blattrosetten gebildet. Die grundständig und wechselständig am Stängel verteilt angeordneten Laubblätter sind oft in Blattstiel und -spreite gegliedert. Der Blattstiel ist 1 bis 4 Zentimeter lang. Die in ihrer Form variablen Laubblätter sind dünn, hellgrün und wenigstens am Rande des Blattstiels borstig behaart. Die Grundblätter sind meist leierförmig-fiederschnittig mit meist verkehrt-eiförmigen, eingeschnittenen oder gezähnten, stachelspitzigen Abschnitten. Die unteren Stängelblätter sind einfach oder meist doppelt fiederschnittig, mit gezähnten oder mehr oder weniger ganzrandigen, stachelspitzigen Abschnitten. Die mittleren und oberen Stängelblätter sind von verschiedener Form, meist etwas fiedrig zerschlitzt, seltener nur gezähnt. Die obersten Stängelblätter sind einfach, meist linealisch, ganzrandig mit spitzem oberen Ende.

### Generative Merkmale
Die end- oder seitenständigen, anfangs schirmtraubigen und später durch Streckung der kahlen Blütenstandsachse traubigen Blütenstände enthalten viele Blüten.
Die zwittrigen Blüten sind vierzählig. Die vier Kelchblätter sind bei einer Länge von 1 bis 1,8 Millimetern sowie einer Breite von 0,5 bis 0,8 Millimetern länglich länglich-verkehrt-eiförmig oder elliptisch und kahl oder auf der Außenseite flaumig oder borstig-flaumig behaart. Die Kronblätter sind 1,5- bis 1,7-mal so lang wie die Kelchblätter. Die vier weißen bis rosafarbenen, lavendelfarben oder rötlichen Blütenkronblätter sind bei einer Länge von 2,5 bis 3,5, selten bis zu 4 Millimetern sowie einer Breite von 0,7 bis 1,4 Millimetern spatelförmig, verkehrt-eiförmig mit schmal zulaufender Basis oder länglich-spatelförmig. Das Kronblatt ist in Platte und Nagel gegliedert. Der Nagel ist 1 bis 1,4 Millimeter lang. Es sind sechs Staubblätter vorhanden. Von den Staubfäden ist das mittlere kahle Paar 1,5 bis 2 Millimeter lang. Die Staubbeutel sind bei einer Länge von 0,4 bis 0,5 Millimetern länglich und oft violett.
Der fast aufrechte, an der Fruchtstandsachse anliegende oder aufsteigende, gerade kahle Fruchtstiel ist mit einer Länge von 1,5 bis 4, selten bis zu 6 Millimetern etwas kürzer als die Frucht und bleistiftförmig oder etwas abgeflacht. Die Schötchen sind bei einer Länge von meist 5 bis 6 (4 bis 7) Millimetern sowie einem Durchmesser von 3 bis 4,5 selten bis zu 5,6 Millimetern eiförmig-länglich oder länglich-eiförmig elliptisch mit gerundeter Basis oder breit-eiförmig etwas abgeflacht, deutlich ausgerandet und von der Mitte bis zum oberen Ende deutlich, relativ breit geflügelt, und das obere Ende ist ausgerandet. Der 0,2 bis 0,5, selten bis zu 0,8 Millimeter lange Griffel befindet sich in der Ausbuchtung, ist nicht mit den Fruchtflügeln verbunden und ist höchstens gleich lang wie die Fruchtflügel. Die glatten, kahlen Fruchtklappen sind dünn und es sind keine Nerven erkennbar.
Die rötlich-braunen Samen sind bei einer Länge von 2 bis 2,6, selten bis zu 3 Millimetern sowie einer Breite von 1 bis 1,5 Millimetern eiförmig-länglich oder länglich und ungeflügelt. Die Keimblätter (Kotyledonen) sind dreilappig.

### Chromosomensatz
Die Chromosomengrundzahl beträgt x = 8 oder 12; es liegt Diploidie oder Tetraploidie mit einer Chromosomenzahl von 2n = 16 oder 24 oder 32 vor.

## Ökologie und Phänologie
Bei der Gartenkresse handelt es sich um einen hygromorphen, mesomorphen, annuellen oder biennen Therophyten.
Die Blütezeit reicht in Mitteleuropa von Mai bis Juli.
Blütenökologisch handelt es sich um Scheibenblumen mit halbverborgenem Nektar; die Nektarien an der Basis der Staubblätter. Alle Blüten sind zwittrig und oft leicht protogyn, dabei sind zuerst die weiblichen und nur etwas danach auch männlichen Blütenorgane fertil mit deutlicher Überlappung der Geschlechter. Bei ausbleibender Fremdbestäubung erfolgt spontane Selbstbestäubung innerhalb einer Blüte. Meist erfolgt Insektenbestäubung. Bestäuber sind Syrphiden, Bienen oder Falter.
Es erfolgt gemischte Befruchtung, dabei ist sowohl Selbst- als auch Fremdbefruchtung häufig. Es liegt Selbstkompatibilität vor, also führt Selbstbefruchtung erfolgreich zum Samenansatz.
Beim Schötchen handelt sich um eine trockene Streufrucht, bei der sich zwei Klappen von einem Rahmen (Replum) ablösen, der die Samen trägt. Die Samen sind die Diasporen. Die Ausbreitung der Diasporen absichtlich oder unabsichtlich durch den Menschen (Hemerochorie) oder durch den Wind (Anemochorie).
Die Keimung der Samen erfolgt innerhalb 2 bis 3 Tagen.
Tierische Schädlinge an der Gartenkresse sind der Kressen-Mauszahnrüssler (Baridium lepidii), die Kohlrüben-Blattwespe (Athalia rosae) und die Gemüsemotte (Plutella maculipennis). Der Pilz Peronospora lepidii-sativi wurde an der Gartenkresse beobachtet.

## Vorkommen
Lepidium sativum kommt ursprünglich in Ägypten, Äthiopien, auf der Arabischen Halbinsel, in der Türkei, in Syrien, im Libanon, in Jordanien, Israel, im Irak, in Iran, Afghanistan und Pakistan vor. Sie ist ein Neophyt in Europa, Kenia, Indien, Japan, China, Australien, Neuseeland, in Kanada, den Vereinigten Staaten, Argentinien, Chile und in Neukaledonien.
Die ökologischen Zeigerwerte nach Landolt et al. 2010 sind in der Schweiz: Feuchtezahl F = 2+ (frisch), Lichtzahl L = 4 (hell), Reaktionszahl R = 3 (schwach sauer bis neutral), Temperaturzahl T = 5 (sehr warm-kollin), Nährstoffzahl N = 4 (nährstoffreich), Kontinentalitätszahl K = 3 (subozeanisch bis subkontinental).

## Systematik
Die Erstveröffentlichung von Lepidium sativum erfolgte 1753 durch Carl von Linné in Species Plantarum, Tomus II, S. 644. Ein Synonym für Lepidium sativum L. ist Nasturtium crispum Medik.
Je nach Autor gibt es etwa zwei Unterarten:
- Lepidium sativum L. subsp. sativum[4]
- Lepidium sativum subsp. spinescens (DC.) Thell. (Syn.: Lepidium sativum var. spinescens (DC.) Jafri, Lepidium spinescens DC.): Sie kommt von Ägypten über das Gebiet von Israel/Palästina/Libanon[4] bis zum Iran vor.[9]

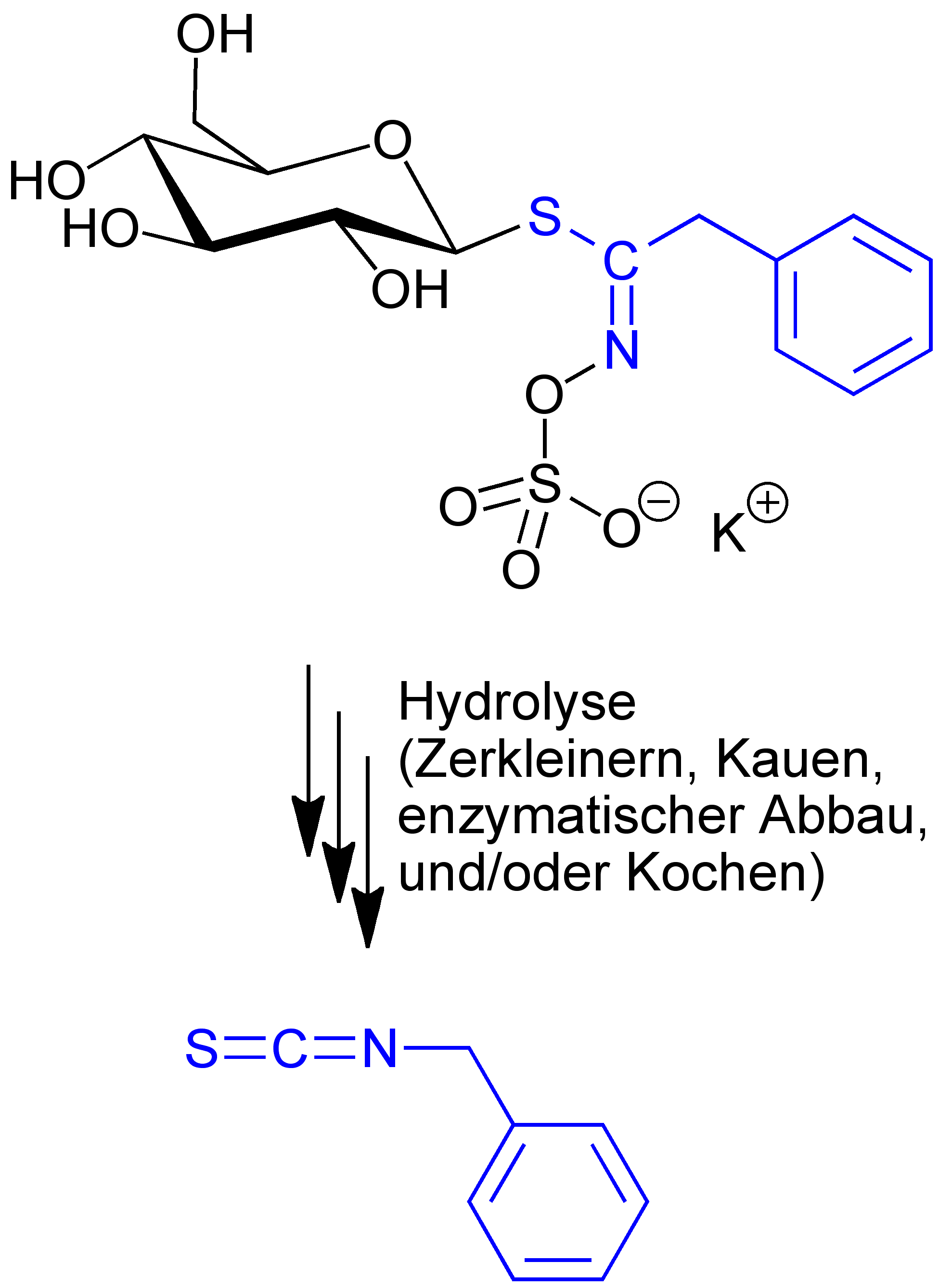
Benzylisothiocyanat (unten, blau markiert) bildet sich bei der enzymatischen Umsetzung des Senfölglycosids Glucotropaeolin, einem Inhaltsstoff der Gartenkresse.

## Inhaltsstoffe
Gartenkresse zeichnet sich durch einen hohen Gehalt an Vitamin C, Eisen, Kalzium und Folsäure aus. Außerdem enthält sie Vitamin B. Leicht zu kultivieren, eignet sich Gartenkresse vor allem im Winter, wenn frisches Obst und Gemüse rar sind, zur Nahrungsergänzung. Ein Stoff, der für den Geschmack der Gartenkresse verantwortlich ist, ist das Isothiocyanat Benzylisothiocyanat, das sich aus dem Inhaltsstoff Glucotropaeolin – einem Senfölglycosid – bildet.

## Nutzung
Gartenkresse findet Verwendung in der Bioindikation. Bei diesem Kressetest kann anhand des Keimverhaltens eine Belastung von Luft, Wasser und Boden detektiert werden.

### Verwendung in der Küche
Gartenkresse kann roh oder gegart gegessen werden. Der relativ scharfe, typische Geschmack macht die Gartenkresse, in kleinen Mengen, zu einer exzellenten Zutat für Salate. Die relativ harten und kleinen Wurzeln werden zum Würzen verwendet. Die frischen Schötchen können getrocknet als Gewürz verwendet werden. Die etwa 7 Tage alten Sprossen aus den frisch gekeimten Samen werden vielseitig frisch verwendet. Aus den Samen kann ein Speiseöl gewonnen werden.
Gartenkresse schmeckt roh leicht scharf, der Geschmack erinnert an Senf und Rettich, was am Gehalt an Senfölglycosiden liegt. Selbst herangezogen oder im Lebensmittelhandel erworben werden die Kressesprossen in der Küche verwendet, vor allem die Keimlinge, die etwa eine Woche nach der Aussaat geerntet werden können.
Verwendet werden die Sorten dieser Art frisch für kalte Aufstriche, besonders solche auf Frischkäse- oder Quarkbasis, und für Salate. Manchmal streut man die gehackten Blätter auf warme Speisen, wie Gemüsesuppen oder Eierspeisen. Auch beliebt sind gehackte Gartenkresseblätter auf Butter- oder Schmalzbrot.
Die Pflanzenteile der Gartenkresse gehören zu den sieben Kräutern in der Frankfurter Grünen Soße.

### Geschichte
Die meistverbreitete einjährige Gartenkresse, gelegentlich auch nur Kresse genannt, stammt vermutlich aus dem vorderen Orient, ihre Samen wurden schon in alten Pharaonengräbern gefunden. Auch Griechen und Römer schätzten sie. Karl der Große verordnete ihren Anbau in seinen Kapitularien. Hieronymus Bock schrieb 1551: „alle cressen innerlich gebraucht treiben den harn, reinigen den bauch, die nieren und blasen, heilen und reinigen innerliche wunden […].“

### Anbau
Die Kultur der Gartenkresse kann auf unterschiedlichen Materialien und Erde stattfinden, wobei das traditionell genutzte Perlitsubstrat ebenso wie Celluloseflocken und geschäumte Kunststoffe zunehmend von (umweltverträglicheren) Anzuchtvliesen aus Flachs- und Hanffasern verdrängt werden. Als Vorteile werden der geringere Düngebedarf, die rasche Auskeimung und der schnelle Wuchs der Kresse sowie die einfachere Entsorgung der Anzuchtvliese genannt.

### Ähnliche Arten
Neben der Gartenkresse (lateinisch auch Lepidium) wird in der Küche auch das ausdauernde Pfefferkraut (Lepidium latifolium) verwendet. Zur Brunnenkresse (Nasturtium officinale) der Gattung Nasturtium besteht nur eine Namensähnlichkeit, nicht etwa eine enge Verwandtschaft. Andere Namensvettern siehe unter Kresse.

## Bilder

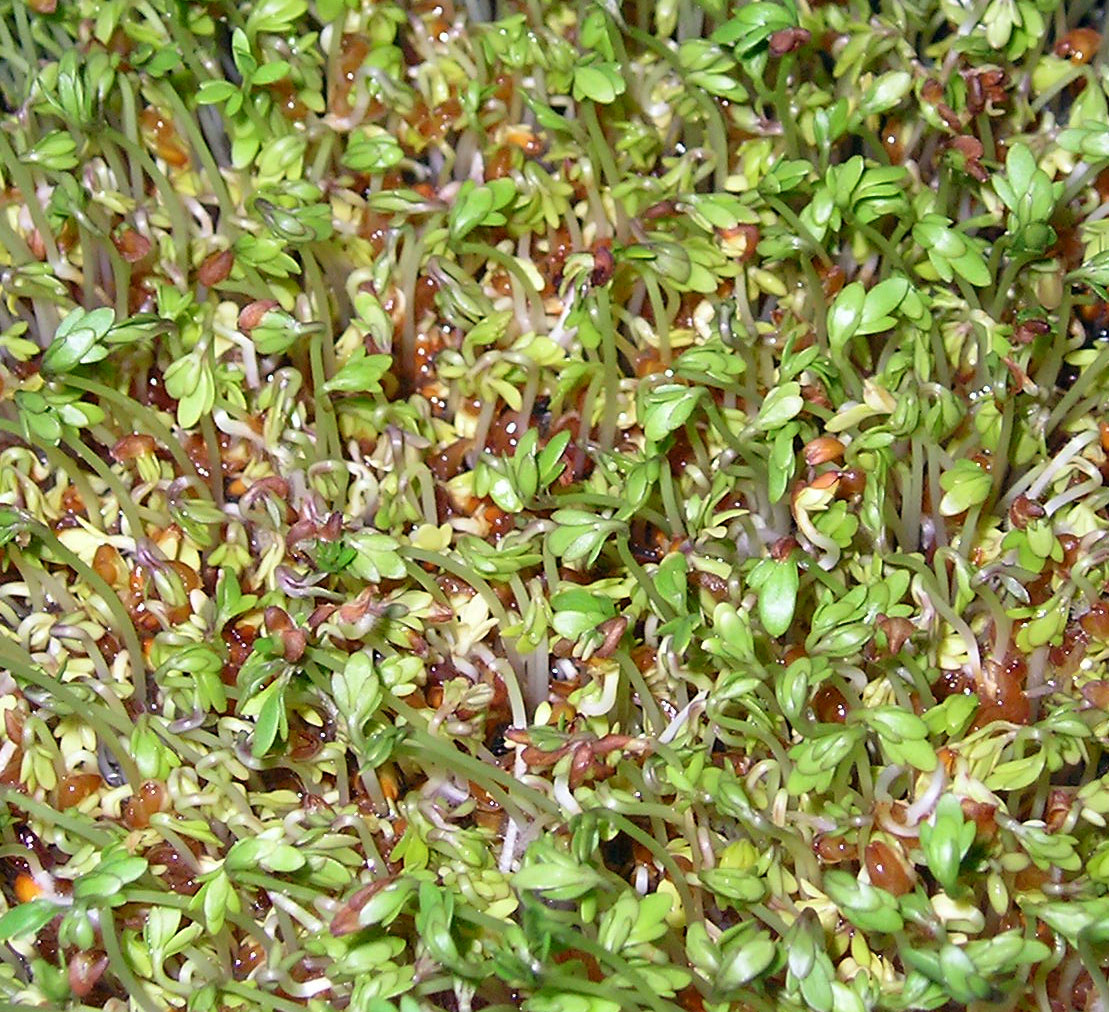
Samen gerade keimend
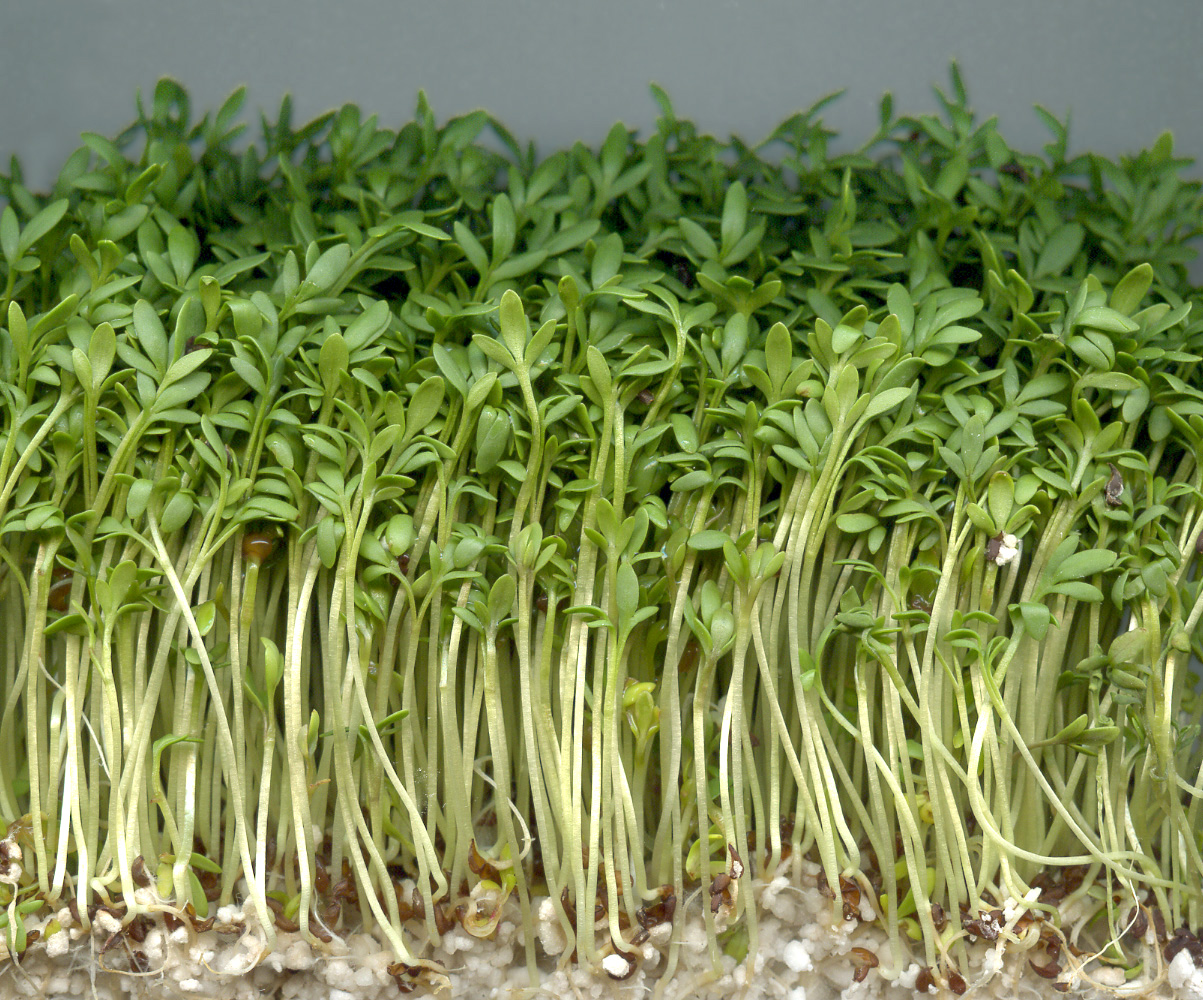
Keimlinge der Gartenkresse
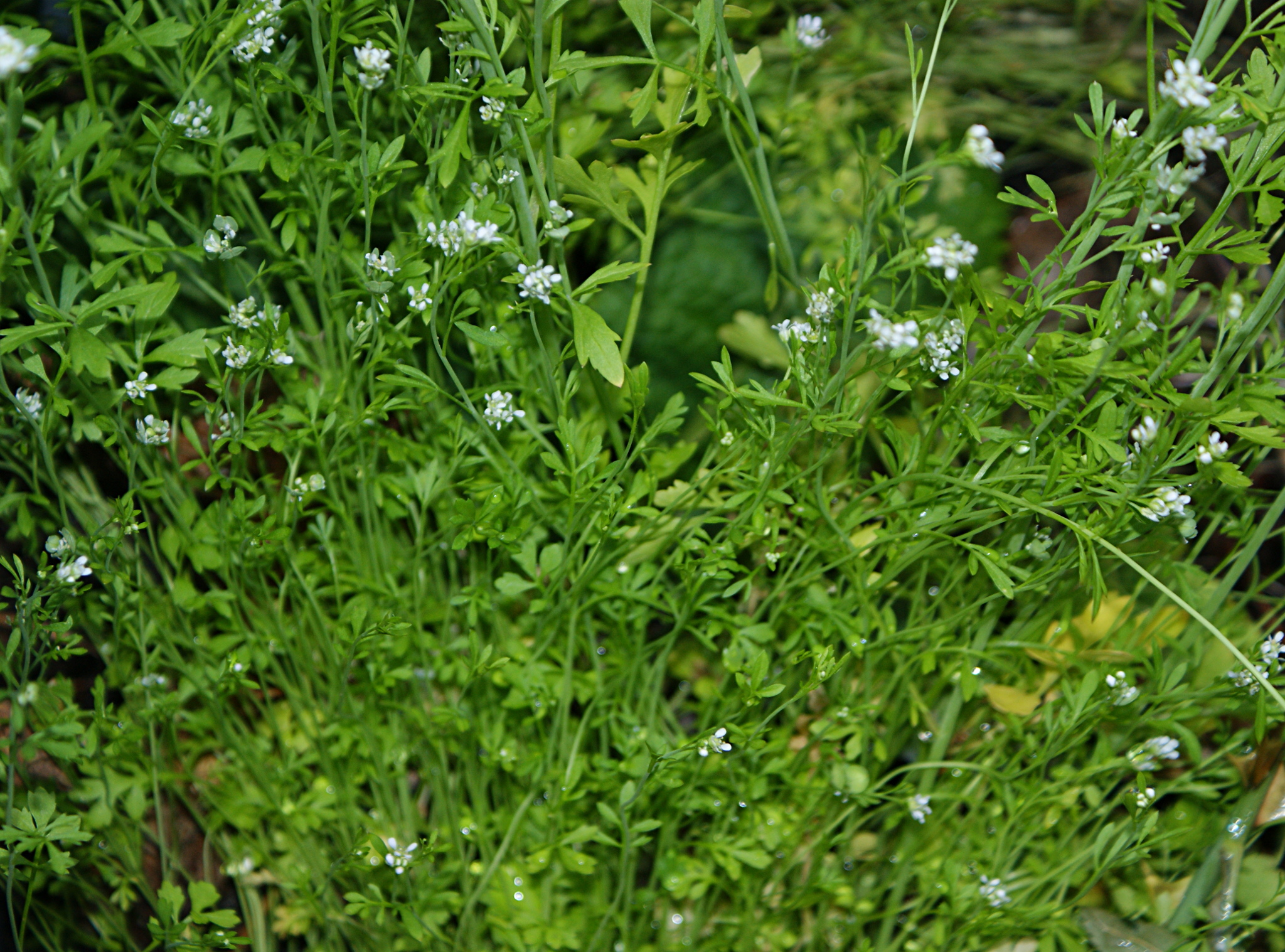
Ausgewachsene Pflanzen

## Poesie
Die Kresse kommt im Gedicht Ungeduld in Die schöne Müllerin (1821) von Wilhelm Müller vor:

„Ich schnitt’ es gern in alle Rinden ein,

Ich grüb’ es gern in jeden Kieselstein,

Ich möcht’ es sä’n auf jedes frische Beet

Mit Kressensamen, der es schnell verrät,

Auf jeden weißen Zettel möcht’ ich’s schreiben:

Dein ist mein Herz, und soll es ewig bleiben.“

Hier wird auf den rasch keimenden Samen der Gartenkresse angespielt. Die Keimung erfolgt innerhalb 2 bis 3 Tagen. Das Gedicht wurde von Franz Schubert 1823 vertont.